# 189
| 189                |
| ------------------ |
| Dødsfald - Fødsler |
|                    |

| Gregoriansk kalender | 189 CLXXXIX             |
| Ab urbe condita      | 942                     |
| Armensk kalender     | I/T                     |
| Kinesiske kalender   | 2885 – 2886 戊辰 – 己巳 |
| Etiopisk kalender    | 181 – 182               |
| Jødisk kalender      | 3949 – 3950             |
| Hindukalendere       |                         |
| - Vikram Samvat      | 244 – 245               |
| - Shaka Samvat       | 111 – 112               |
| - Kali Yuga          | 3290 – 3291             |
| Iransk kalender      | 433 BP – 432 BP         |
| Islamisk kalender    | 447 BH – 446 BH         |

Se også 189 (tal)